# Orlando Magic 2006-2007
La stagione NBA 2006-2007 fu la 18ª stagione della storia degli Orlando Magic che si concluse con un record di 40 vittorie e 42 sconfitte nella regular season, il 3º posto nella Southeast Division e l'8º posto della Eastern Conference.
Nei playoff del 2007 la squadra venne eliminata al primo turno dai Detroit Pistons per 4-0.

## Draft
| Giro | Scelta | Giocatore                       | Posizione              | Nazionalità | Università/Club              |
| ---- | ------ | ------------------------------- | ---------------------- | ----------- | ---------------------------- |
| 1    | 11     | J.J. Redick                     | guardia                | Stati Uniti | Duke                         |
| 2    | 41     | James Augustine                 | ala grande             | Stati Uniti | Illinois                     |
| 2    | 44     | Lior Eliyahu (ceduto a Houston) | ala grande/ala piccola | Israele     | Hapoel Galil Elyon (Israele) |

## Regular season
| Squadra            | V  | P  | %    |
| ------------------ | -- | -- | ---- |
| Miami Heat         | 44 | 38 | 53,7 |
| Washington Wizards | 41 | 41 | 50,0 |
| Orlando Magic      | 40 | 42 | 48,8 |
| Charlotte Bobcats  | 33 | 49 | 40,2 |
| Atlanta Hawks      | 30 | 52 | 36,6 |

## Playoff

### Primo turno
Gara 1
| 21 aprile 2007 | Detroit Pistons | 100 – 92 | Orlando Magic |  |

Gara 2
| 23 aprile 2007 | Detroit Pistons | 98 – 90 | Orlando Magic |  |

Gara 3
| 26 aprile 2007 | Orlando Magic | 77 – 93 | Detroit Pistons |  |

Gara 4
| 28 aprile 2007 | Orlando Magic | 93 – 97 | Detroit Pistons |  |

## Roster
| N° | Naz.                   | Ruolo | Sportivo         | Anno | Alt. | Peso |
| -- | ---------------------- | ----- | ---------------- | ---- | ---- | ---- |
| 1  | Stati Uniti (bandiera) | A     | Trevor Ariza     | 1985 | 203  | 91   |
| 4  | Stati Uniti (bandiera) | AC    | Tony Battie      | 1976 | 211  | 104  |
| 5  | Stati Uniti (bandiera) | G     | Keyon Dooling    | 1980 | 191  | 89   |
| 7  | Stati Uniti (bandiera) | G     | J.J. Redick      | 1984 | 193  | 86   |
| 8  | Stati Uniti (bandiera) | A     | Pat Garrity      | 1976 | 206  | 108  |
| 10 | Stati Uniti (bandiera) | GA    | Keith Bogans     | 1980 | 196  | 98   |
| 12 | Stati Uniti (bandiera) | C     | Dwight Howard    | 1985 | 211  | 109  |
| 14 | Stati Uniti (bandiera) | G     | Jameer Nelson    | 1982 | 183  | 86   |
| 15 | Turchia (bandiera)     | A     | Hidayet Türkoğlu | 1979 | 208  | 100  |
| 30 | Porto Rico (bandiera)  | G     | Carlos Arroyo    | 1979 | 188  | 92   |
| 31 | Serbia (bandiera)      | C     | Darko Miličić    | 1985 | 213  | 113  |
| 33 | Stati Uniti (bandiera) | A     | Grant Hill       | 1972 | 203  | 102  |
| 34 | Stati Uniti (bandiera) | G     | Travis Diener    | 1982 | 185  | 79   |
| 40 | Stati Uniti (bandiera) | A     | James Augustine  | 1984 | 208  | 107  |
| 45 | Stati Uniti (bandiera) | A     | Bo Outlaw        | 1971 | 203  | 95   |

## Staff tecnico
- Allenatore: Brian Hill
- Vice-allenatori: Randy Ayers, Mark Bryant, John Kuester, Tom Sterner, Morlon Wiley

### Arrivi/partenze
Mercato e scambi avvenuti durante la stagione:
Arrivi
| N° | Naz. | Ruolo | Sportivo |  | Alt. |  |
| -- | ---- | ----- | -------- |  | ---- |  |

Partenze
| N° | Naz. | Ruolo | Sportivo |  | Alt. |  |
| -- | ---- | ----- | -------- |  | ---- |  |

## Premi e onorificenze
- Dwight Howard incluso nell'All-NBA Third Team